# Плужников, Павел Степанович
Павел Степанович Плужников (13 июня 1910, Гавриловка 1-я, Тамбовская губерния — 30 мая 1986, Гавриловка 1-я, Тамбовская область) — советский военнослужащий, участник Великой Отечественной войны, полный кавалер ордена Славы, помощник командира взвода разведывательного эскадрона, гвардии старший сержант.

## Биография
Родился 31 мая 1910 года в селе Первая Гавриловка (ныне — Гавриловского района Тамбовской области). Член ВКП(б)/КПСС с 1943 года. Работал в колхозе.
В Красной Армии с июня 1941 года. На фронте в Великую Отечественную войну с августа 1941 года.
Помощник командира взвода разведывательного эскадрона гвардии старший сержант Плужников в составе группы в ночь на 11 октября 1944 года проник в расположение противника около города Дебрецен. Группа провела диверсию, в результате которой была нарушена линия связи, повреждены железнодорожные пути в расположении врага, а также захватила «языка». Приказом командира 13-й гвардейской кавалерийской дивизии от 22 октября 1944 года за мужество, проявленное в боях с врагом, гвардии старший сержант Плужников награждён орденом Славы 3-й степени.
Конный разъезд во главе с Плужниковым в ночь на 14 ноября 1944 года в районе города Яздожа проник в тыл противника, разведал его боевые порядки, пленил десять венгерских солдат. 30 января 1945 года гвардии старший сержант Плужников награждён орденом Славы 2-й степени.
В марте 1945 года в период боёв на территории Чехословакии Плужников в составе разведывательной группы вёл разведку в тылу врага у города Новее-Замки. Было обнаружено большое скопление бронетехники противника, позиции зенитной артиллерии. Неожиданно группа встретилась с вражеским сторожевым постом. Плужников застрелил одного из них, а второго взял в плен.
В апреле 1945 года у города Житков Плужников с двумя разведчиками в тылу врага вёл наблюдение за передвижением войск и передавали данные по рации в штаб. Неожиданно со стороны леса на разведчиков вышла группа противников. В короткой схватке противник потерял несколько солдат, а разведгруппа вернулась без потерь. В этом бою Плужников уничтожил семь солдат неприятеля.
Всего за период с 26 марта по 15 апреля 1945 года Плужников в составе разведывательных групп неоднократно пробирался в тыл противника близ городов Бржецлав, Нове-Замки, Прехов, Житков и других и собирал важные разведывательные данные. Истребил в схватках с неприятелем несколько солдат.
Указом Президиума Верховного Совета СССР от 15 мая 1946 года за мужество, отвагу и героизм гвардии старший сержант Плужников Павел Степанович награждён орденом Славы 1-й степени.
В 1945 году демобилизован. Вернулся на родину. Работал кузнецом в колхозе имени Ленина Кирсановского района, в Гавриловском отделении «Сельхозтехника».
Награждён орденами Славы 1-й, 2-й и 3-й степени, Отечественной войны 1-й степени, Красной Звезды, медалями.
Умер 30 мая 1986 года.